# Contagion (Arena)
Contagion è il quinto album in studio del gruppo rock britannico Arena, pubblicato nel 2003.

## Tracce
1. Witch Hunt (Clive Nolan) – 4:14
2. An Angel Falls (Nolan, John Mitchell) – 1:13
3. Painted Man (Nolan, Mick Pointer) – 4:39
4. This Way Madness Lies (Nolan, Pointer) – 3:35
5. Spectre at the Feast (Mitchell, Nolan, Pointer) – 5:33
6. Never Ending Night (Mitchell, Nolan, Pointer) – 3:23
7. Skin Game (Mitchell, Nolan, Pointer) – 4:42
8. Salamander (Nolan) – 3:55
9. On the Box (Nolan) – 2:38
10. Tsunami (Nolan, Pointer) – 2:36
11. Bitter Harvest (Mitchell, Nolan, Pointer) – 2:51
12. The City of Lanterns (Mitchell, Nolan) – 1:21
13. Riding the Tide (Nolan) – 4:26
14. Mea Culpa (Nolan) – 3:43
15. Cutting the Cards (Mitchell, Nolan, Pointer) – 4:55
16. Ascension (Mitchell, Nolan, Pointer) – 4:31

## Formazione
- Clive Nolan - tastiere, cori
- Mick Pointer - batteria
- Rob Sowden - voce
- John Mitchell - chitarre, cori
- Ian Salmon - basso